# Vaas (Sarthe)
Vaas település Franciaországban, Sarthe megyében. Lakosainak száma 1383 fő (2022. január 1.). Vaas Verneil-le-Chétif, Aubigné-Racan, La Bruère-sur-Loir, Lavernat, Saint-Germain-d’Arcé és Montval-sur-Loir községekkel határos.

## Népesség
A település népessége az elmúlt években az alábbi módon változott:
| Lakosok száma | 1536 | 1522 | 1558 | 1510 | 1470 | 1432 | 1394 | 1384 | 1383 |
|               | 2013 | 2015 | 2016 | 2017 | 2018 | 2019 | 2020 | 2021 | 2022 |